# Позориште Адама Мицкјевича, Ћешин
Позориште Адама Мицкјевича (Teatr im. Adama Mickiewicza) је позориште на Позоришном тргу Старог града у Ћешину, у Пољској.
Позориште Адама Мицкјевича део је европског културног пројекта Европска рута историјских театара (енгл. The european route of historic theatres), чији је основни циљ неговање културне баштине одабраних европских позоришта основаних између 1500. и 1900. године. Овај пројекат окупља више од 120 позоришта широм Европе, најбоље сачуваних позоришних кућа, која су повезана у 12 културно-туристичких рута. Позориште Адама Мицкјевича једно је од позоришта на Балтичкој рути. 

## Историја
Идеја о изградњи позоришта појавила се у пролеће 1902. године. Група богатих грађана Ћешина састала се у Немачкој кући како би следила иницијативу члана градског већа Франца Барте и основала Друштво за изградњу позоришта . Управни одбор удружења чинило је неколико чланова: Франц Барта (председник), Томас Ленох, Леополд Виденка и Јохан Струхал, као и заменик градоначелника, касније градоначелник Рудолф Буковски. Након оснивања удружења, покренуто је прикупљање средстава међу локалним богатим Немцима. Сакупљено је 35% потребног износа, па су предузети следећи кораци – изабрана је парцела: централна локација на месту некадашње касарне. Дизајн су израдили бечки архитекти - Фердинанд Фелнер и Херман Хелмер, који су већ пројектовали 48 позоришта, између осталог, у Бечу, Берлину, Торуњу и Лањцуту. Изградњу позоришта извела је компанија Еугена Фулде из Ћешина уз подршку предузетника из Берлина и Беча, Хуга Баруха, са искуством у изградњи позоришних позорница и бечке компаније Пител & Браусеветер.
Грађевински радови су завршени 1909. године, а позориште је отворено као "Немачко позориште" (немачки натпис је уклоњен са фасаде у октобру 1930. године). Позориште је имало 770 седишта и стајаћих места (тренутно 630 седишта), ротирајућу сцену, гвоздену противпожарну завесу, котларницу, депо за декорацију и костиме, балетску салу и гардеробе.
Свечано отварање одржано је 24. септембра 1910. године, када је изведена драма Франца Грилпарцера, Waves of Sea and Love (Таласи мора и љубави). Представу је припремио Оскар Гертнер, управник позоришта. Приликом отварања позоришта истакнуто је да је ново позориште замишљено да буде немачко и да се на његовој сцени никада не сме изговорити ниједна реч на пољском. Убрзо затим ова изјава је потпуно дезавуисана. Десет година након отварања улогу менаџмента уметника обављала је Немачка позоришна асоцијација (Teschner Theater-Verein, настала од Удружења за изградњу позоришта) и Пољска позоришна асоцијација. Прву пољску представу, комедију Александера Фредра, Земста, извело је 14. децембра 1920. године Позориште Јулиуш Словацки из Кракова. Једнако важан догађај била је и продукција опере Халка Станислава Моњушке 6. јануара 1923. године. Оперу је извео Пољски театар из Катовица.
Током Другог светског рата извршено је прво реновирање од отварања позоришта: постављена је ротирајућа сцена и гвоздена завеса, замењена су седишта у целој сали (укључујући и постављање седишта на другој галерији где су до тада била само стајаћа места). Неко време у позоришту су биле стручна и балетска школа. После три сезоне глумци су регрутовани у војску, а глумице су се бавиле војним пословима.
Министарство културе и уметности је 1945. године основало институцију под називом Пољско позориште у Ћешину, чији је први директор постао Станислав Квасковски. Дана 18. октобра 1945. одржан је спектакл отварања како би се инаугурисало стварање нове институције -  под називом Александра Фредра: Пан Јовиалски. Од децембра 1945. до априла 1961. позориште је радило као друга сцена пољског позоришта у Бјелско-Бјали – позориште је приказивало све представе које је позориште у Бјелску имало на свом репертоару. Године 1961. позориште је предато властима Ћешина и тада њиме управља Општински дом културе у Ћешину. Године 1965. извршен је још један ремонт везан за модернизацију бине и противпожарних објеката и освежена је и позлата у гледалишту.
Ново отварање позоришта одржано је 4. децембра 1965. године. Прослављено је представом Уклето имање Станислава Моњушке у извођењу Битомске опере.
Током двогодишњег генералног ремонта 1977–1979. извршени су следећи радови: замена кровног покривача, уградња нових прозорских рамова и врата, реконструкција храстових улазних врата, замена система грејања, уградња нове техничке опреме, замена електро инсталација, реконструкција штукатуре фоајеа, гледалишта и степеништа, уградња нових тапацирунга седишта. Овом приликом вајар из Ћешина, Јан Херма, извајао је басрељефе Хелене Моджејевске, Станислава Моњушке и Војчеха Богуславског.
Након завршетка реновирања, позориште је предато управи Пољског позоришта у Бјелско-Бјали. У то време позориште се звало Државно пољско позориште Бјелско-Ћешин Адама Мицкјевича. Свечано отварање преуређеног позоришта одржано је 5. новембра 1979. године. Догађај је прослављен изведбом епске поеме Адама Мицкјевича, Пан Тадеуш.
Од 1993. године Позориштем Адама Мицкјевича управљају градске власти Ћешина.

## Архитектура
Петоспратница капацитета 16.944 м3 предвиђена је за 770 седишта, изграђена је у стилу касног бечког барока. Фасаду одликује седмоосна главна фасада са троугластом пројекцијом. Ивицу, у свом избоченом делу, завршава фронтон са „бубрежним прозором” и барељефом у облику лишћа, грана и украсних мотива у стилу рокај. Преко прозора је атрибут Аполона - барељеф у облику лире оплетене гранчицом.
Објекат је покривен високим поткровљем са мансардом и куполом. У предворје се улази кроз три полукружна портала над којима су се налазили прозори. Преко централног портала који води до позоришта постављена је метална маркиза.
У унутрашњости позоришта доминирају три боје: бела, златна и црвена. На први и други спрат воде степенице које се налазе са стране овалног предворја. Благајна је насупрот улаза. Иза њега се налази ходник који окружује гледалиште у приземљу у које води десет врата. Ходник води и до задњег дела позоришта: депоа, гардеробе, стана стражара и лекарске собе.
На првом спрату се налази фоаје са кристалним лустерима, из којег се излази на десет ложа и на балкон. Штукатура у облику листова, шкољки и паунових репова налази се углавном на плафону и оквиру бине. Испред бине је оркестарска јама. Портал позорнице краси Мелпоменина маска, а плафон је обогаћен кованим металом.
У холу позоришта налази се плоча која обележава сећање на покретаче изградње позоришта - Франца Барта и Јохана Струхала.
За декорацију су заслужни бечки уметници: Хајнрих Хенднер (штукатура), Фридрих Волкел (скулптуре), Јозеф Котс, Пол Ниедоба (уметничко сликарство), Едуард Ризе (уметнички метални радови), Фердинанд Мозер (сценска декорација).
Позориште има одличну акустику – шапат са сцене чуо се у деветом реду на другом балкону, где су били постављени хватачи звука у облику шкољке. Тачка најбоље чујности одређена је у петом реду приземља.

## Активности
Позориште нуди наступе позоришних, музичких, оперских, оперетских, балетских и фолклорних ансамбала, реситала, забављачких група, музичких бендова и кабареа. Честа дешавања у позоришту су: представљања аматерских трупа, симпозијуми, сусрети младих, прославе јубилеја, наступи школских талената и позоришне радионице.
Један од догађаја који се понављају у позоришту од 1989. је Међународни позоришни фестивал на граници (тренутно Без граница), који је организовало Удружење пољско-чешко-словачке солидарности.

## Занимљивости
Године 1969. објављен је Апел публици Театра Адама Мицкјевича у Ћешину, са оригиналним „коментарима о коришћењу позоришта“. Креирали су их Секција љубитеља позоришта и тадашњи редитељ Јан Фолтин:
1. Тачност је знак културе. Улазак након почетка представе није дозвољен. Закаснели морају чекати у ходнику до паузе. Напуштање током представе такође треба свести на случајеве болести, а бекство на крају представе, када се уметницима захваљује и даје цвеће, не би требало да се дешава. Одећа се враћа тек након што се светла упале.
2. Улазак у позориште без карте третира се слично као и путовање возом или аутобусом без плаћања карте.
3. Лепо васпитан гледалац не сме да једе за време представе, да прави буку шушкајући, да части друге слаткишима, да прича, шапуће, па чак и да певуши или говори гласно.
4. Пушење је за сада дозвољено у холу у приземљу и у бифеу на првом спрату. На степеништу, у ходницима и у тоалетима пушење није дозвољено. (Непоштовање се кажњава мандатима).
5. Забрањени су сви случајеви шале и гужве младих на степеницама и ходницима.
6. Резервисане улазнице треба купити најмање 4 дана пре наступа (...). Треба купити карте и за други балкон, где је цена нижа, а и прегледност и акустика у тако малом позоришту су добри.
7. Давање улазница (посебно оних из компанија) за представе за одрасле деци је бесмислено, јер се млади не смеју пуштати унутра.

Од 2. до 7. маја 1974.  Анджеј Вајда је у позоришту снимао свој филм Обећана земља. „За потребе филма уклоњена су седишта и замењена столицама. Такође, постављена је класична суфлерска кутија. Постављене су мале позоришне шкољке са свећама (тако се некада осветљавало позориште), замењене су кваке на вратима.

Дана 31. маја 1991. године, у оквиру другог издања Међународног позоришног фестивала На граници, десио се необичан догађај у вези са представом Браћа Карамазови коју је припремило чехословачко позориште из Усти над Лаби. У току представе директор позоришта је добио телефонски позив од граничне страже у Ћешину. Питање је било: 
Да ли је тачно да је тренутно у току представа у којој учествују чешки глумци?
Директору је саопштено да су због илегалног преласка границе приведене две особе за које се сматра да су глумци. Одмах је откривено да су два глумца која су се спремала изаћи на сцену заиста нестала. Захваљујући доброј вољи команданта Граничне страже и интервенцији организатора фестивала – чланова Удружења пољско-чешко-словачке солидарности, глумци су доведени у позориште и учествовали су у представи. Испоставило се да су глумци постали жртве сопственог незнања у вези са преласком границе у Чешком Тјешину. Глумци су боравили на чешкој страни реке Олзе и одлучили да од хотела до позоришта прошетају (преостали део позоришне групе отишао је аутобусом). Нису узели у обзир чињеницу да ће на граничним контролама бити дуг ред (до железничке станице у Чешком Тјешину). Глумци нису имали довољно времена да чекају, а редови, такозвани мрави (особе које се баве ношењем алкохола и цигарета из Чешке), нису их пуштали напред. Одлучни актери одлучили су да пређу реку пешке и заточени су од стране Пољске граничне страже. Представа је успешно завршена, док је публика била потпуно несвесна читавог догађаја.
Испред позоришта се налазе два дрвета, споменика природе – Gleditsia triacanthos (трновац).